# Coua reynaudii
El cúa de patas rojas o cúa frentirrojo (Coua reynaudii) es una especie de ave cuculiforme de la familia Cuculidae endémica de Madagascar.

## Distribución
Esta especie se extiende por los altiplanos y montañas del este y centro de la isla de Madagascar.